# Lista das obras de Gioachino Rossini
Esta é uma lista de obras do compositor italiano Gioachino Rossini (1792–1868).

## Óperas
Entre parênteses estão o lugar e data da primeira representação
- La cambiale di matrimonio (Teatro San Moisè, Veneza, 3 de novembro de 1810)
- L'equivoco stravagante (Teatro del Corso, Bolonha, 26 de outubro de 1811)
- L'inganno felice (Teatro San Moisè, Veneza, 8 de janeiro de 1812)
- Ciro in Babilonia, o sia La caduta di Baldassare (Teatro Comunal, Ferrara, 14 de março de 1812)
- La scala di seta (Teatro San Moisè, Veneza, 9 de maio de 1812)
- Demetrio e Polibio (Teatro Valle, Roma, 18 de maio de 1812)
- La pietra del paragone (Teatro alla Scala, Milão, 26 de setembro de 1812)
- L'occasione fa il ladro, ossia Il cambio della valigia (Teatro San Moisè, Veneza, 24 de novembro de 1812)
- Il signor Bruschino, ossia Il figlio per azzardo (Teatro San Moisè, Veneza, 27 de janeiro de 1813)
- Tancredi (Teatro La Fenice, Veneza, 6 de fevereiro de 1813)

Una caricatura di Rossini

- L'Italiana in Algeri (Teatro San Benedetto, Veneza, 22 de maio de 1813)
- Aureliano in Palmira (Teatro alla Scala, Milão, 26 de dezembro de 1813)
- Il Turco in Italia (Teatro alla Scala, Milão, 14 de agosto de 1814)
- Sigismondo (Teatro La Fenice, Veneza, 26 de dezembro de 1814)
- Elisabetta, regina d'Inghilterra (Teatro San Carlo, Nápoles, 4 de outubro de 1815)
- Torvaldo e Dorliska (Teatro Valle, Roma, 26 de dezembro de 1815)
- Il barbiere di Siviglia, Almaviva, ossia l'inutile precauzione (Teatro Argentina, Roma, 20 de fevereiro de 1816)
- La gazzetta (Teatro de' Fiorentini, Nápoles, 26 de setembro de 1816)
- Otello, ossia Il moro di Venezia (Teatro del Fondo, Nápoles, 4 de dezembro de 1816)
- La Cenerentola, ossia La bontà in trionfo (Teatro Valle, Roma, 25 de janeiro de 1817)
- La gazza ladra (Teatro alla Scala, Milão, 31 de maio de 1817)
- Armida (Teatro San Carlo, Nápoles, 11 de novembro de 1817)
- Adelaide di Borgogna (Teatro Argentina, Roma, 27 de dezembro de 1817)
- Mosè in Egitto (Teatro San Carlo, Nápoles, 5 de março de 1818)
- Adina, ossia Il Califfo di Bagdad  (Teatro Real São Carlos, Lisboa, 22 de junho de 1826, composta em 1818)
- Ricciardo e Zoraide (Teatro San Carlo, Nápoles, 3 de dezembro de 1818)
- Ermione (Teatro San Carlo, Nápoles, 27 de março de 1819)
- Eduardo e Cristina (Teatro San Benedetto, Veneza, 24 de abril de 1819)
- La donna del lago (Teatro San Carlo, Nápoles, 24 de outubro de 1819)
- Bianca e Falliero, o sia Il consiglio dei Tre (Teatro alla Scala, Milão, 26 de dezembro de 1819)
- Maometto secondo (Teatro San Carlo, Nápoles, 3 de dezembro de 1820)
- Matilde di Shabran, o sia Bellezza e cuor di ferro (Teatro Apollo, Roma , 24 de fevereiro de 1821)
- Zelmira (Teatro San Carlo, Nápoles, 16 de dezembro de 1822)
- Semiramide (Teatro La Fenice, Veneza, 3 de fevereiro de 1823)
- Il Viaggio a Reims, ossia L'albergo del giglio d'oro (Teatro dos Italianos, Paris, 19 de junho de 1825)
- Ivanhoé - pastiche su musiche di Rossini (Teatro de l'Odéon, Paris, 15 de setembro 1826)
- Le siège de Corinthe - rifacimento di Maometto secondo (Teatro dell'Accademia Reale di Musica, Paris, 9 de outubro de 1826)
- Moïse et Pharaon, ou Le passage de la Mer Rouge - rifacimento di Mosè in Egitto (Teatro dell'Accademia Reale di Musica, Paris, 26 de março de 1827)
- Le Comte Ory (Teatro dell'Accademia Reale di Musica, Paris, 20 de agosto de 1828)
- Guillaume Tell (Teatro dell'Accademia Reale di Musica, Paris, 3 de agosto de 1829)
- Robert Bruce - pastiche su musiche di Rossini (Teatro dell'Accademia Reale di Musica, Paris, 3 de dezembro de 1846)

## Música incidental
- Edipo a Colono

## Cantatas
- Il pianto de armonia sulla morte di Orfeo
- La morte di Didone
- Dalle quete E pallid'ombre
- Egle edição Irene
- L'aurora
- Le nozze di Teti E di Peleo
- Omaggio umiliato
- Cantata ... 9 maggio 1819
- La riconoscenza
- Giunone
- La santa alleanza
- Il vero omaggio
- Omaggio pastorale
- Il pianto delle muse eu morte di Lord Byron
- Cantata per il battesimo do figlio do banchiere Aguado
- L'armonica cetra do nune
- Giovanna de Arco
- Cantata em onore do sommo pontefico Pio IX

## Música Instrumental
- Sei sonate um quattro
- Sinfonia "Al conventello"
- Cinque duetos para Cor
- Sinfonia
- Sinfonia
- Sinfonia
- Variazzioni di clarinetto
- E Andante tema com variazioni
- E Andante tema com variazioni por arpa e violino
- Passo doppio
- Valse
- Serenata
- Duetto para Violoncelo E Contrabasso
- Rendez
- Fantaisie
- Trois marchas militaires
- Scherzo
- Tema originale di Rossini variato por violino Marcia
- Thème de Rossini suivi de duas variações e coda par Moscheles père
- La corona de Itália

## Música Sacra
- Quoniam
- Messa di gloria
- Preghiera
- Tantum ergo
- Stabat mater
- Trois choeurs religieux
- Tantum ergo
- O salutaris hostia
- Laus deo
- Petite Messe Solennelle

## Música vocal secular
- Se il vuol la molinara
- Dolce aurette che spirate
- La mia ritmo io - già perdei
- Qual voce, quai nota
- Alla voce della gloria
- Amore mi assisti
- Il trovatore
- Il carnevale di Venezia
- Belta crudele
- La pastorella
- Canzonetta spagnuola
- Infelice ch'io filho
- Addio ai viennesi
- Dall'oriente l'astro do giorno
- Ridiamo, cantiamo, che tutto sen vbis
- Em giorno si bello
- Tre quartetti da câmera
- Les adieux em Roma
- Orage e namorado tempo
- La passeggiata
- La dichiarazione
- Les soirées musicales
- Deux nocturnes
- Nizza
- L'âme délaissée
- Francesca da Rimini
- Mi lagnero tacendo

## Péchés de vieillesse
- Vol I álbum italiano
- Vol II álbum français
- Vol III Morceaux réservés
- Vol IV Quatre hors de œuvres e quatro mendiants
- Vol V Album para os adolescentes enfants
- Vol VI Álbum para os enfants dégourdis
- Vol VII Álbum de chaumière
- Vol VIII Álbum de château
- Vol IX Álbum para um piano, violon, violoncelo, harmonium e Cor
- Vol X Miscellanée para um piano
- Vol XI Miscellanée de musique vocale
- Vol XII Quelques riens para álbum
- Vol XIII Musique anodine